# (5811) Keck
(5811) Keck est un astéroïde de la ceinture principale.

## Description
(5811) Keck est un astéroïde de la ceinture principale. Il fut découvert le 19 mai 1988 à l'Observatoire Palomar par Eleanor Francis Helin. Il présente une orbite caractérisée par un demi-grand axe de 2,60 UA, une excentricité de 0,30 et une inclinaison de 10,3° par rapport à l'écliptique.

## Compléments